# La Barceloneta (Barcelone)
Pour les articles homonymes, voir Barceloneta.

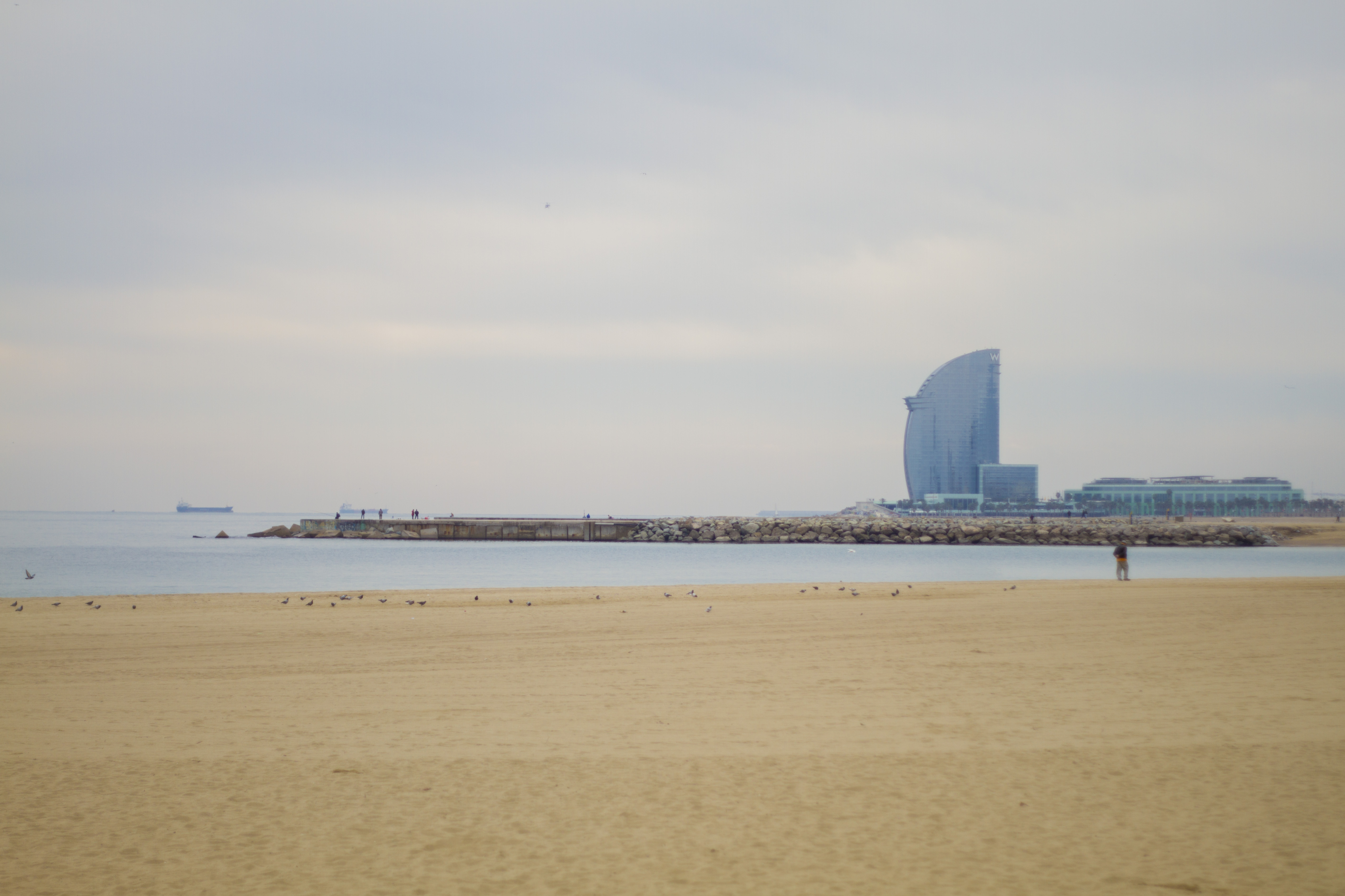
La Barceloneta.

La Barceloneta est le quartier du centre de Barcelone situé près de la plage et du port, haut lieu du tourisme international. 
Créé à partir de 1753 au moment de la création du parc de la Ciutadella, c'est un quartier traditionnel de pêcheurs et de marins qui subit actuellement une mutation liée à l'augmentation des prix du secteur immobilier et à la gentrification. Le quartier a connu effectivement de profondes transformations urbanistiques depuis les Jeux olympiques de 1992, notamment sur sa façade maritime. Si ses rues sont quadrillées, le quartier possède un charme méditerranéen indéniable et est reconnu pour la qualité de ses fêtes populaires.
L'actuelle façade maritime, délimitée par le Passeig Maritim, abrite de nos jours des centres de recherche prestigieux qui dépendent du CSIC (centre national de la recherche publique en Espagne), tel l'ICM (Institut des Sciences de la Mer). Elle est également le lieu du spot de surf le plus réputé de Barcelone sur sa plage de sable fin, jusqu'au Somorrostro.

## Sites et monuments remarquables
- L'Aquarium de Barcelone : le plus grand aquarium au monde dédié au fond marin de la mer Méditerranée;
- Le Maremagnum : centre commercial et de loisirs face à la mer, précurseur dans les années 1990 dans le domaine de la réhabilitation des façades urbaines portuaires[2];
- Le Musée d'histoire de Catalogne : musée accueilli dans le Palais de la Mer, anciens entrepôts du Vieux Port, qui retrace toute l’histoire de la Catalogne;
- L'Église de San Miquel del Port, église du quartier de style baroque-néoclassique ;
- La sculpture L'Estel Ferit, dont les 4 blocs d’acier représentent des xiringuitos, se situe au milieu de la plage;
- La sculpture Miss Barcelona, de Roy Lichtenstein;
- Le téléphérique du port de Barcelone  (en catalan : Transbordador Aeri del Port), qui relie le Port Vell à la montagne de Montjuïc via les ouvrages d'art, devenus attractions touristiques, de la Torre Jaume I et la Torre Sant Sebastià, à 70 m au-dessus de la mer;
- Le Château d'eau de la Catalana de Gas, première usine de gaz de la ville, sur les plans de l'architecte Josep Domènech i Estapà;
- L'Hôpital de la Mer, centre hospitalier popularisé par le film Tout sur ma mère, de Pedro Almodóvar, notamment grâce aux scènes passées à la postérité de l'histoire du cinéma, avec Penélope Cruz et Cecilia Roth[3];
- La plage du Somorrostro, haut lieu de mémoire de la guerre d'Espagne (au nord), et la plage de Sant Sebastià (au sud).

## Personnalités liées au quartier
- Miquel Pedrola (1917-1936), soldat de la guerre d'Espagne, né dans le quartier. Une rue porte son nom à la Barceloneta[4].

## Œuvres d'art liées au quartier
- Plage de la Barceloneta (1896), tableau de Pablo Picasso exposé au musée Picasso de Barcelone ;
- Soldate républicaine à Barcelone (1936), photographie de Gerda Taro ;
- Miss Barcelona (1992), sculpture de Roy Lichtenstein.

## Galerie de photos

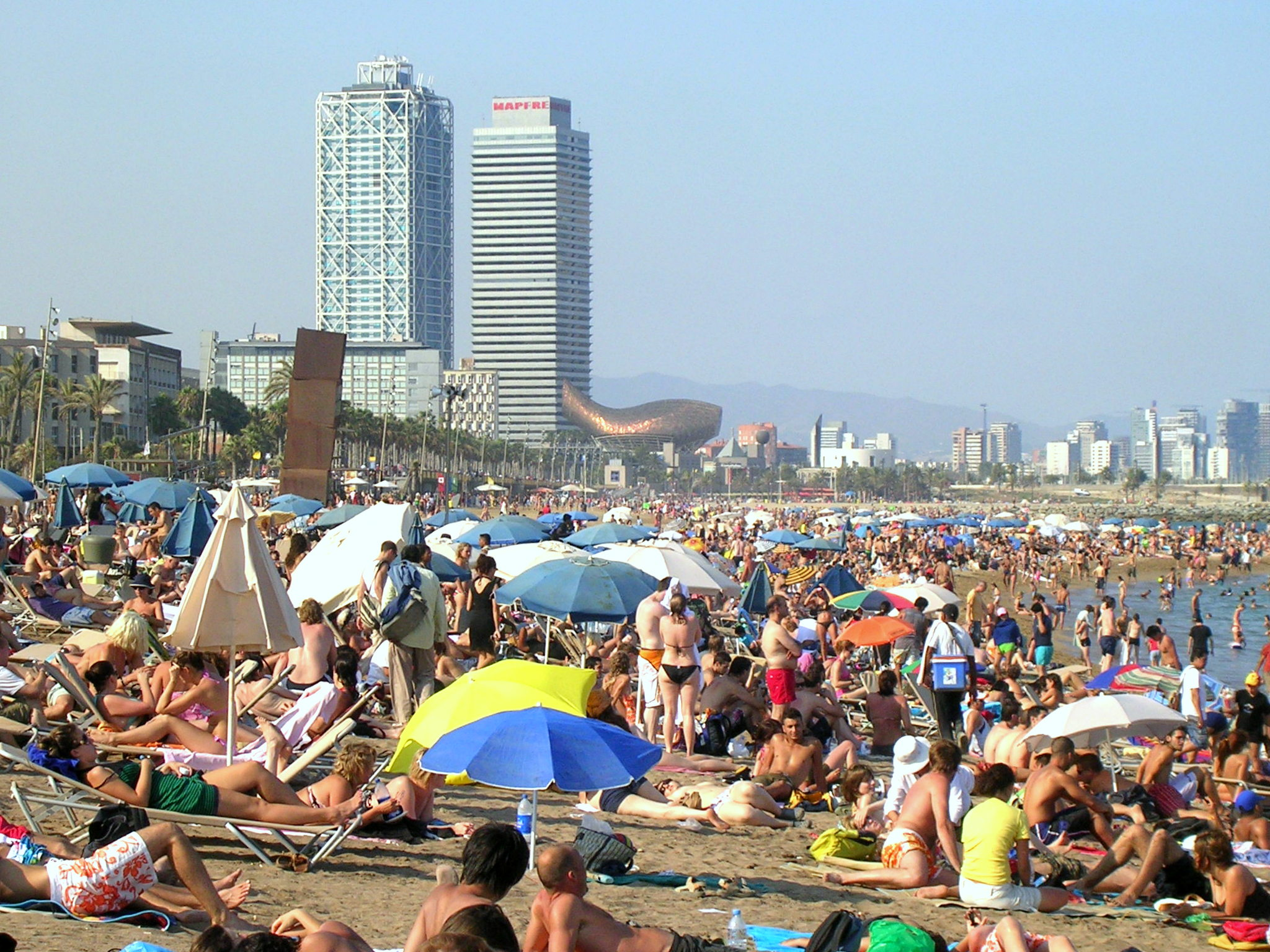
La plage en été.
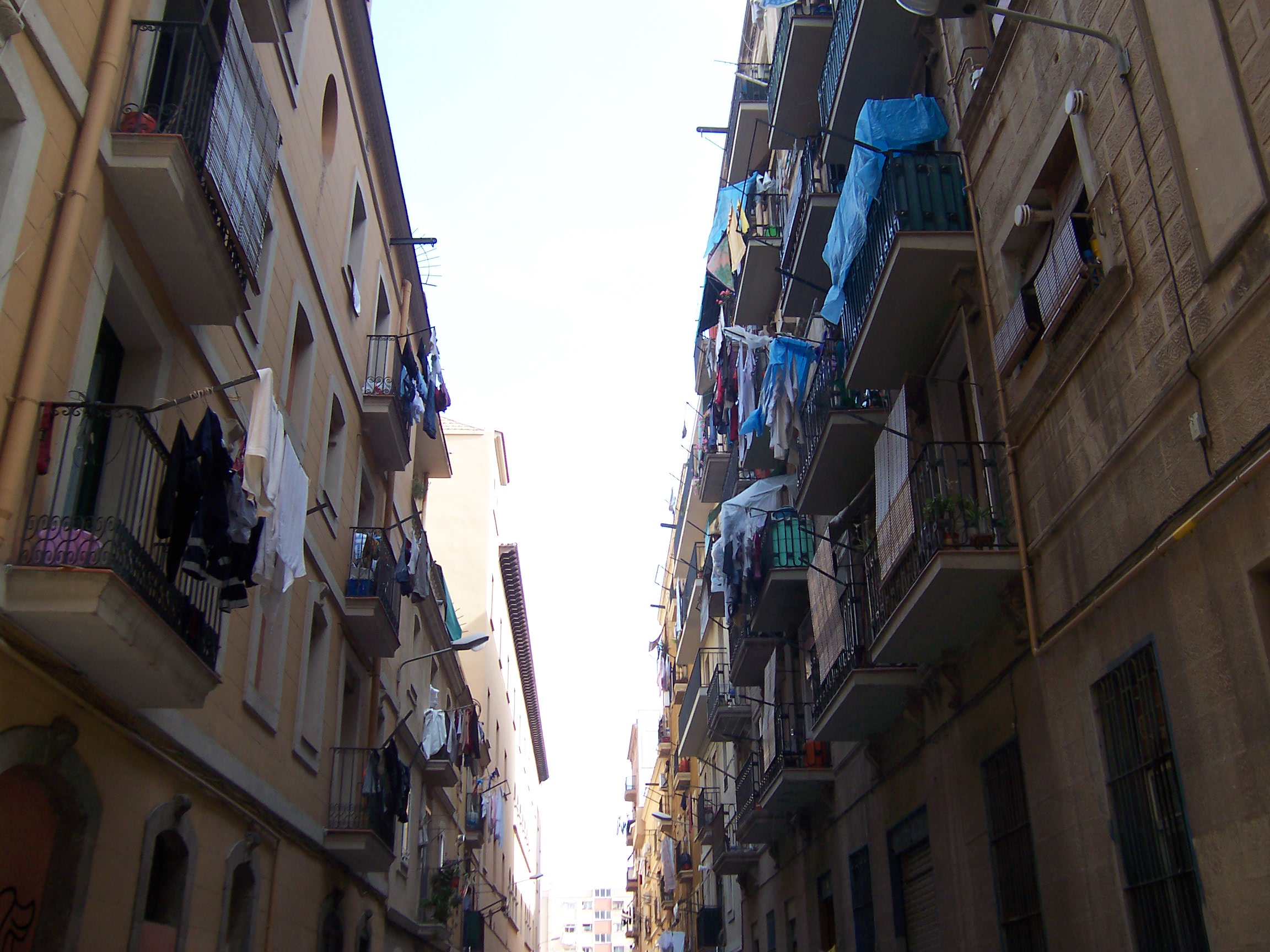
Une rue du quartier.
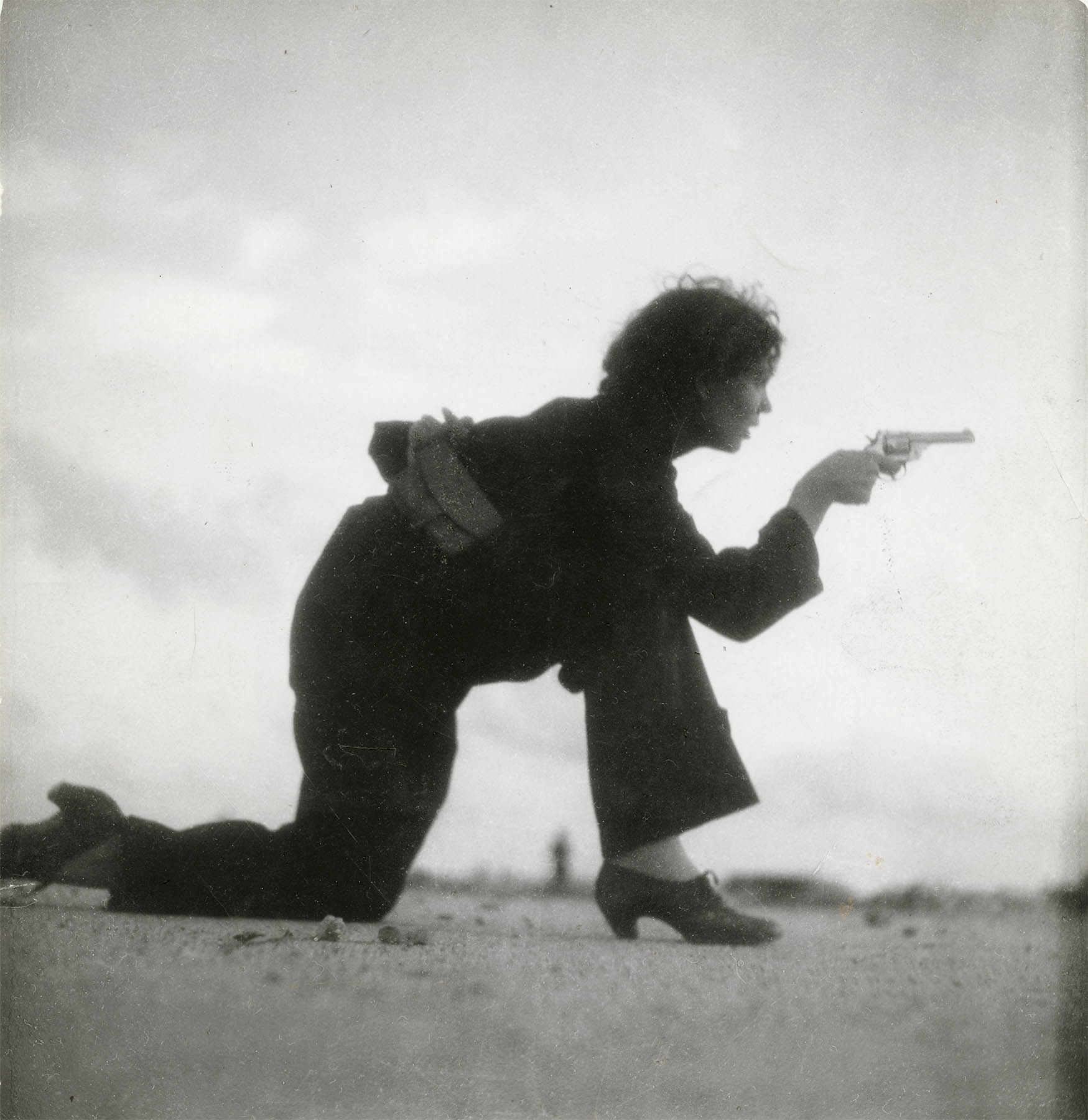
Soldate républicaine, photographie de Gerda Taro en 1936, sur la plage du Somorrostro.
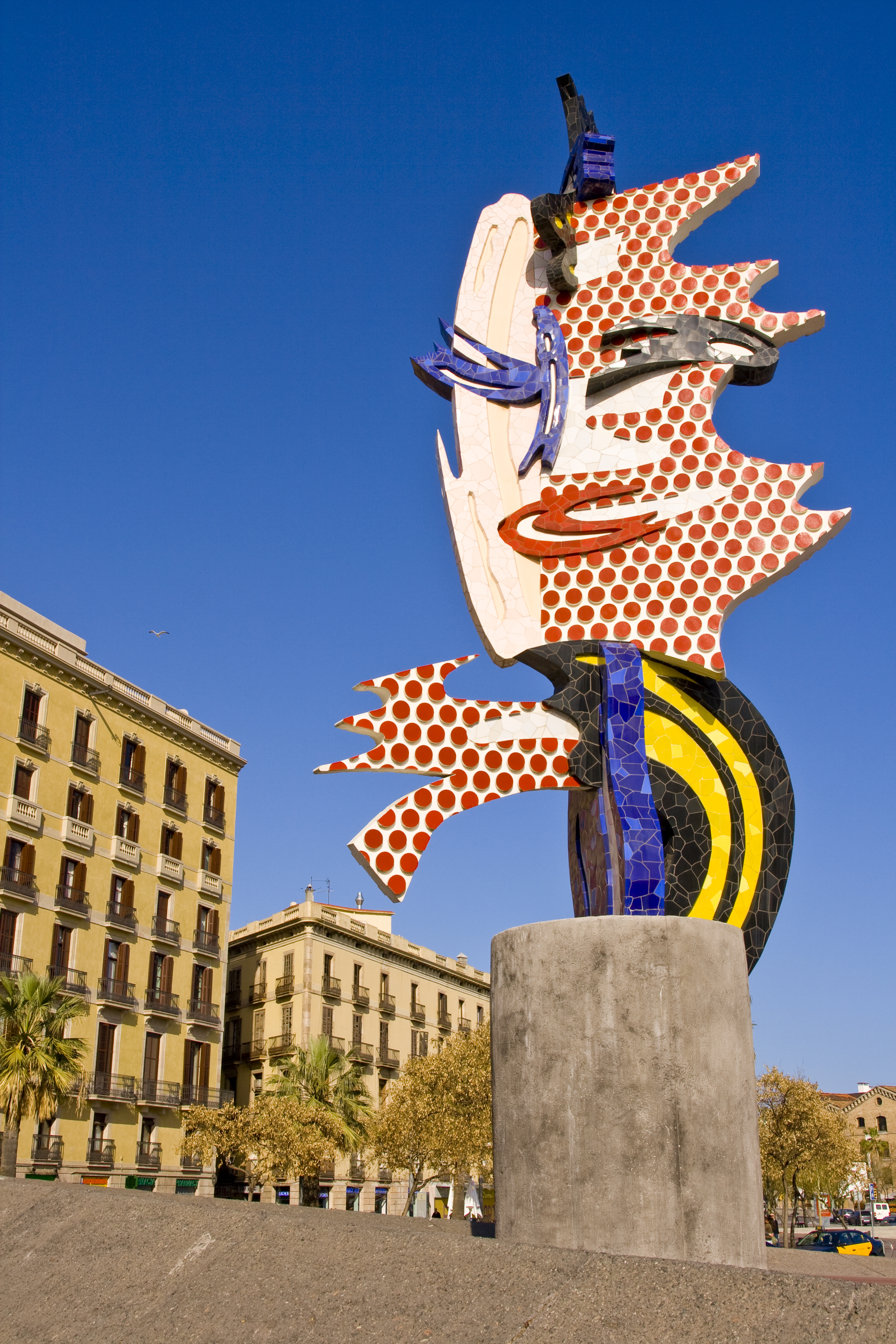
Miss Barcelona, sculpture de Roy Lichtenstein en 1992.